# Diphilosz (sztoikus, i. e. 3. század)
Diphilosz (i. e. 3. század) görög filozófus.
Életéről mindössze annyit tudunk, hogy a sztoicizmust követte és Panaitiosz kortársa volt. Diogenész Laertiosz tesz említést róla, munkái nem maradtak fenn.